# 溶岩浴
溶岩浴（ようがんよく）とは、サウナ形式の風呂の一種である。公衆浴場法の対象となる施設である。岩盤浴の流れを汲む風呂であり、入浴の方法はほぼ共通する。溶岩で作られたとされる天然石床材の上に横になり、床材を加熱することにより、輻射熱により体を温め、発汗させる。
株式会社マグマスパが、富士山の溶岩を使用したとする「富士山溶岩浴」として2000年代中盤から売り出し始めたのを嚆矢とする。その後、阿蘇山・桜島・浅間山など様々な活火山の名前を冠した溶岩浴が売り出されている。かつての岩盤浴よろしく、「マグマスパサロン」と称する専門の入浴施設も現れている。

## 効果
以下の効果効能がうたわれることがあるが、いずれも臨床実証されているわけではなく、また下記に標榜される溶岩の性質も根拠不明なものが多い。
1. 溶岩には必須栄養素であるミネラル分が多く含まれ、皮膚からの吸収や呼吸を通して栄養摂取することで健康になる。
2. 溶岩は輻射能が高いため、多量の遠赤外線が放射され、体内の毒素や老廃物を体外に排出する（デトックス）ことで健康になる。
3. 溶岩は多量のマイナスイオンを放出するため、マイナスイオンを吸収して健康になる。